# Kanton Saint-Maximin-la-Sainte-Baume
Kanton Saint-Maximin-la-Sainte-Baume is een kanton van het Franse departement Var. Kanton Saint-Maximin-la-Sainte-Baume maakt deel uit van het arrondissement Brignoles en telde 26.924 inwoners in 1999.

## Gemeenten
Het kanton Saint-Maximin-la-Sainte-Baume omvatte tot en met 2014 de volgende gemeenten:
- Nans-les-Pins
- Ollières
- Plan-d'Aups-Sainte-Baume
- Pourcieux
- Pourrières
- Rougiers
- Saint-Maximin-la-Sainte-Baume (hoofdplaats)
- Saint-Zacharie

Na de herindeling van de kantons ingevolge het decreet van 27 februari 2014, met uitwerking vanaf de verkiezingen van maart 2015, werden dit de volgende 19: 
- Artigues
- Barjols
- Bras
- Brue-Auriac
- Châteauvert
- Esparron
- Ginasservis
- Ollières
- Pontevès
- Pourcieux
- Pourrières
- Rians
- Saint-Julien
- Saint-Martin-de-Pallières
- Saint-Maximin-la-Sainte-Baume
- Seillons-Source-d'Argens
- Varages
- La Verdière
- Vinon-sur-Verdon